# Ecliptopera boegli
Ecliptopera boegli là một loài bướm đêm trong họ Geometridae.